# Intelligentie bij olifanten
De intelligentie bij olifanten wordt gezien als een van de hoogste onder de dieren. Met een massa van 5 kg zijn de hersenen van olifanten groter dan die van elk ander landdier. De hersenen van de grootste walvissen zijn nauwelijks twee keer zwaarder dan die van olifanten, hoewel hun lichaamsmassa 20 keer hoger kan liggen.
Een groot aantal van de typische gedragspatronen van olifanten wijzen op intelligentie zo groot als die van walvissen en primaten: rouw, leren, zorgen voor andermans jongen, mimicry, kunst, spelen, humor, altruïsme, het gebruik van werktuigen, medelijden, zelfbewustzijn, geheugen en mogelijk taal.

## Hersenstructuur
De olifanten (zowel de Afrikaanse als Aziatische) hebben een zeer grote en erg gekronkelde neocortex, een eigenschap die ook mensen, apen en enkele dolfijnensoorten hebben. Wetenschappers beschouwen dit als een teken van hoge intelligentie. Er zijn echter enkele uitzonderingen op deze regel, zoals de mierenegels die ook een erg ontwikkeld brein hebben.
Het patroon van de windingen in de hersenen is complexer en heeft meer windingen dan bij mensen, primaten en roofdieren, maar minder complex dan dat van walvissen. Olifanten hebben ook een erg dikke cortex en hoewel de dichtheid van de cellen er lager is dan die bij mensen, heeft hij naar schatting evenveel neuronen. Van olifanten wordt gedacht dat ze even goed zijn in het oplossen van problemen. Ze worden vaak op hetzelfde intelligentieniveau als walvissen geschat.

### Leren
Net als mensen moeten olifanten bepaalde gedragingen leren tijdens hun groei. Ze zijn niet in staat om enkel op hun instinct te overleven. Het leerproces bij olifanten duurt zo'n 10 jaar. Een manier om intelligentie te meten is het vergelijken van de hersengrootte bij de geboorte met die bij volwassen gewicht. Dit geeft aan hoeveel een soort leert als hij jong is. De meeste zoogdieren hebben 90% van hun hersengrootte al bij de geboorte. Bij mensen ligt dit op 28%, bij tuimelaars op 42,5%, bij chimpansees op 54%. Bij olifanten ligt dit op 35%. Dit betekent dat olifanten na de mensen het meest te leren hebben en dat hun gedrag vooral door leren bepaald wordt en minder door instinct. Zo leren ouders hen hoe ze moeten eten, hoe ze werktuigen moeten hanteren en wat hun plaats is binnen de complexe olifantengemeenschap. De temporale kwabben in de grote hersenen, die instaan voor het geheugen, zijn veel groter dan die van mensen. Dit verklaart de oude term "olifantengeheugen".
Aziatische olifanten hebben het grootste volume aan hersenschors voor cognitieve verwerking van alle levende landdieren. Het volume overstijgt dat van vele apen. Hun cognitieve vermogen om werktuigen te maken en te gebruiken zet hen volgens studies op een gelijk niveau met de mensachtigen (Hominidae).
Olifanten hebben ook een erg grote en sterk gekronkelde hippocampus, groter dan die van mensen, primaten of walvissen. Hij neemt 0,7% van de centrale structuren van de hersenen in, wat bij mensen 0,5%, bij grampers 0,1% en bij tuimelaars 0,05% is. De hippocampus wordt gelinkt aan het verwerken van emoties en aan geheugen. Mogelijk verklaart dit waarom olifanten kunnen lijden aan psychologische flashbacks en aan het equivalent van posttraumatische stressstoornissen (PTSS).

## Sociaal gedrag
Olifantenvrouwtjes leven met hun jongen in de meest hechte gemeenschappen van het dierenrijk. Omdat olifanten zo'n sterke familieband hebben, kan een familie uiteenvallen door de dood van een familielid (in het bijzonder de matriarch, de leidster van de familie). Sommige groepen slagen er niet in weer orde te scheppen in de organisatie. Van de jaren 60 tot 90 van de twintigste eeuw werden in natuurgebieden met veel olifanten soms hele families uitgeroeid op de jonge dieren na. Die werden dan naar andere plaatsen overgebracht om daar tekorten aan olifanten op te vangen. Niet alleen bleken de overlevende jongen daardoor opgezadeld te geraken met psychologische problemen, ze bleken 20 tot 30 jaar later nog sociale gebreken te hebben doordat ze de kennis van de oudere groepsleden niet kregen.
Hieraan verbonden is het typische rouwgedrag bij olifanten. Bij de dood van een van de familieleden proberen de anderen het dode familielid vaak op te tillen en te begraven, waarna ze uren bij het lijk rondhangen. Ze vertonen een hoge interesse voor beenderen van hun eigen soort, zelfs van niet-verwante olifanten die al een tijd geleden gestorven zijn. Daarbij onderzoeken ze de beenderen voorzichtig met hun slurf en voeten. Ze blijven er vaak stil bij, maar maken soms ook dreunende geluiden en ze lijken zelfs te kunnen wenen en schreeuwen. Ze lijken de beenderen van familieleden ook te willen begraven op de plek waar ze de dood vonden, ook al zijn de beenderen door bv. jacht elders terechtgekomen. Soms zullen zelfs olifanten die helemaal geen verwantschap hebben de graven van anderen bezoeken. Olifanten zijn naast mensen en neanderthalers de enige soort waarvan een dodenritueel bekend is.
Van olifanten wordt ook vermoed dat ze erg altruïstisch zijn: ze helpen zelfs olifanten van andere families en zelfs totaal andere soorten, zoals mensen, als die pijn lijden. Het is bekend dat olifanten mensen die gewond zijn bewaken en dat ze dieren die in nood verkeren helpen of sparen. Onderzoek bij Aziatische olifanten doet vermoeden dat ze merken dat soortgenoten overstuur zijn en hen proberen te troosten. In Afrika zijn ook gevallen bekend waarbij olifanten dode mensen begroeven.
Dit complexe gedrag lijkt er op te wijzen dat olifanten gevoelens hebben. Ook het feit dat ze andere zoogdieren lijken te helpen, zou te wijten kunnen zijn aan een soort sympathie en erkenning van gelijkwaardige soorten, maar onderzoek moet nog uitsluitsel geven.

## Zelfmedicatie
Olifanten gebruiken bladeren van een boom uit de ruwbladigenfamilie om een bevalling in te leiden. Kenianen gebruiken deze boom voor dezelfde doeleinden.

## Spelen
Wilde Afrikaanse olifanten werden al vaak gespot tijdens een spel. Ze lijken zichzelf en anderen te willen vermaken. Er zijn olifanten gezien die water opzuigen, hun slurf hoog in de lucht houden en dan het water als een fontein rondspuiten.

## Mimicry
Volgens onderzoek kunnen olifanten, net als enkele walvissen, dolfijnen, vleermuizen, primaten en vogels, geluiden nabootsen. Zo zijn gevallen bekend waarbij een olifant vrachtwagens nabootste, een Afrikaanse olifant de piepende geluiden van zijn Aziatische neefjes imiteerde en een Indische olifant uit een zoo in Zuid-Korea 8 Koreaanse woorden kon nabootsen door met zijn slurf in zijn mond te schudden en terwijl uit te blazen.
In het wild zijn olifanten in staat om familieleden te herkennen op basis van geluiden. Mogelijk hebben ze ook dialecten, een zeldzame eigenschap in het dierenrijk.

## Gebruik van werktuigen
Olifanten zijn in staat werktuigen te gebruiken. Daarbij gebruiken ze hun slurf als een arm. Zo zijn observaties bekend waarbij olifanten putten graven om water te drinken en deze dan toedekken met stukken bast die ze eerst hebben gekauwd tot een soort bal. Daar vullen ze het gat mee en bedekken het met zand zodat het water niet verdampt. Later kwam de olifant er terug om te drinken. Ze gebruiken ook vaak takken om vliegen weg te slaan of om zich te krabben. Er zijn ook gevallen bekend waarbij olifanten zeer grote stenen laten vallen op elektriciteitsdraden zodat de omheining kapotging of de elektriciteit afgesloten werd.

## Probleemoplossend vermogen
Olifanten besteden veel tijd aan het oplossen van problemen. Ze zijn in staat om hun gedrag radicaal te veranderen om een nieuwe uitdaging aan te kunnen, wat wijst op complexe intelligentie. Daarbij zoeken ze bijvoorbeeld uit hoe ze bepaalde (zelfs complexe) werktuigen kunnen gebruiken om bijvoorbeeld te ontsnappen. Ook zouden er olifanten zijn die bepaalde woorden van mensen beginnen te begrijpen.

## Zelfbewustzijn
Net als mensachtigen, tuimelaars en eksters zijn Aziatische olifanten in staat om zichzelf te herkennen in een spiegel, wat zou wijzen op abstract denken en hoge intelligentie. Dit werd aangetoond door een kruis te verven op het hoofd van de olifant. Bij het zien ervan in de spiegel, raakte de olifant het kruis steeds aan.